# عبد الصمد أشكزي
عبد الصمد خان أشكزي (7 يوليو 1907 - 2 ديسمبر 1973)، هو زعيم وطني بشتوني في الهند البريطانية آنذاك. أسس حزب إنجمن وطن بلوشستان، المتحالف مع المؤتمر الوطني الهندي.